# GUST
Polska Grupa Użytkowników Systemu TeX (GUST) jest – jak stwierdza jej statut – stowarzyszeniem zrzeszającym osoby fizyczne, prowadzącym działalność naukowo-techniczną i oświatową na rzecz upowszechnienia systemu TeX/METAFONT, oraz związanego z nimi środowiska. Siedziba GUST znajduje się w Toruniu.
Stowarzyszenie GUST organizuje co roku Ogólnopolską Konferencję TeX-ową – BachoTeX (w ośrodku Uniwersytetu Mikołaja Kopernika w Bachotku na Pojezierzu Brodnickim) oraz wydaje własny biuletyn. Niektóre artykuły publikowane w biuletynie są dostępne w wersji elektronicznej. GUST prowadzi również listę dyskusyjną sprzężoną z usenetową grupą dyskusyjną pl.comp.dtp.tex.gust.
GUST wspiera polonizację popularnych pism drukarskich: dotychczas spolonizowano fonty komputerowe rozpowszechniane z systemem TeX: Computer Modern (CM) i Computer Concrete, oraz fonty rozpowszechniane z programem GhostScript, rozszerzone w ramach projektu TeX Gyre. Spolonizowane fonty CM były rozpowszechniane pod nazwą fontów PL, które stały się dalej podstawą do stworzenia wzbogaconej o znaki diakrytyczne różnych języków rodziny LM (Latin Modern). Wykonano także elektroniczne wersje typowo polskich pism drukarskich: antykwy Półtawskiego, antykwy toruńskiej i fontów Iwona i Kurier. W ramach projektu TeX Gyre stworzono wersje OpenType 33 podstawowych fontów. Dodatkowo w ostatnich latach powstało 5 fontów matematycznych OpenType opartych na Latin Modern i TeX Gyre. Wszystkie te fonty są dostępne nieodpłatnie.

## Historia
GUST istnieje od 1992 roku. Założyło go wówczas 39 osób: Bożena Bartoszek; Szymon Brandt; Wojciech Bruszewski; Włodzimierz Bzyl; Anna Ciaś; Edward Ciaś; Tadeusz Czachórski; Piotr Fuglewicz; Bogusław Jackowski; Paweł Knitter; Hanna Kołodziejska; Krzysztof Kotynia; Marek Kowalówka; Piotr Kowalski; Jerzy Kucharczyk; Jan Kusiak; Zofia Leszczyńska; Krzysztof Leszczyński; Jerzy Ludwichowski; Zbigniew Ładygin; Włodzimierz J. Martin; Joanna Mickiewicz; Grażyna Nowak; Andrzej Odyniec; Mariusz Olko; Wojciech Penczek; Piotr Pianowski; Krzysztof Piskorczyk; Andrzej Pokrzywa; Anna Rudnik; Marek Ryćko; Anna Sencerz; Małgorzata Sokołowska; Janusz Sosnowski; Joanna Tomasik-Krawczyk; Stanisław Wawrykiewicz; Waldemar Wołowiec; Piotr Wyrostek; Joanna Żychowicz-Pokulniewicz.
GUST w początkach roku 2018 liczył ponad 200 członków. Wśród nich są także członkowie honorowi oraz instytucje wspierające, tzw. członkowie wspierający.

### Prezesi GUST
- 1992–1995 – Hanna Kołodziejska
- 1995–2001 – Tomasz Plata-Przechlewski (dwie kadencje)
- 2001–2004 – Andrzej Borzyszkowski
- 2004–2019 – Jerzy Ludwichowski (trwająca piąta kadencja)